# Hotel Miranda!
Hotel Miranda! es el noveno álbum de estudio del dúo argentino Miranda!, lanzado el 19 de abril de 2023 por Sony Music Argentina.
El álbum es un retorno de la banda a sus anteriores éxitos, con canciones regrabadas en colaboración con artistas latinoamericanos, en su mayoría argentinos, tal como Ca7riel, Lali, Emilia, María Becerra, entre otros. Se caracteriza por el estilo pop de la banda, atravesado por distintos productores consolidados y nuevos.
La banda realizó videoclips o visualizadores para todas las canciones del álbum. Todos están situados en un hotel ambientado entre las décadas del 60 y 70, como también lo está la portada del álbum. Para representar la trama de las canciones se enfatizan distintos aspectos de la actividad hotelera, en consonancia con el concepto del título del álbum.
Las canciones «Don», «Navidad», «Yo te diré», «Uno los dos», «Prisionero» y «Perfecta» fueron lanzados como sencillos entre noviembre de 2022 y abril de 2023.

## Antecedentes
Luego de una gira por festivales en países como Argentina y Chile, la banda realizó una misteriosa publicación anunciando que se publicaría una noticia. El anuncio oficial del álbum fue a través de un tráiler de dos minutos publicado en las redes sociales del dúo el 25 de octubre de 2022.

## Recepción
| Año  | Premiación            | Categoría                     | Resultado |
| ---- | --------------------- | ----------------------------- | --------- |
| 2024 | Premios Carlos Gardel | Mejor álbum grupo pop         | Ganador   |
| 2024 | Premios Carlos Gardel | Álbum del año - Gardel de Oro | Ganador   |

| Publicación             | Lista                                    | Posicición | Ref.  |
| ----------------------- | ---------------------------------------- | ---------- | ----- |
| Rolling Stone Argentina | Los 20 mejores discos argentinos de 2023 | 8          | [ 4 ] |
| Indie Hoy               | Los 50 mejores discos de 2023            | 35         | [ 5 ] |

## Lista de canciones
| Hotel Miranda! |                                                      |                                            |                        |          |  |
| N.º            | Título                                               | Escritor(es)                               | Productor(es)          | Duración |  |
| 1.             | «Don» (con Ca7riel)                                  | Alejandro Sergi                            | EVLAY                  | 3:09     |  |
| 2.             | «Yo te diré» (con Lali)                              | Sergi                                      | Sergi Mauro De Tomasso | 3:27     |  |
| 3.             | «Perfecta» (con María Becerra y FMK)                 | Sergi Enzo Ezequiel Sauthier María Becerra | Big One                | 3:41     |  |
| 4.             | «Traición» (con Emmanuel Horvilleur y Juan Ingaramo) | Sergi                                      | Brian Taylor           | 3:04     |  |
| 5.             | «Uno los dos» (con Emilia)                           | Sergi                                      | Big One Didi Gutman    | 3:35     |  |
| 6.             | «Prisionero» (con Cristian Castro)                   | Sergi                                      | Jay de la Cueva        | 3:55     |  |
| 7.             | «Enamorada» (con Francisca Valenzuela)               | Sergi                                      | Sergi Gabriel Lucena   | 3:08     |  |
| 8.             | «Tu misterioso alguien» (con Andrés Calamaro)        | Sergi                                      | Sergi Lucena           | 3:59     |  |
| 9.             | «Mentía» (con Chano)                                 | Sergi                                      | Renzo Luca             | 3:18     |  |
| 10.            | «Ya lo sabía» (con Sofía Reyes)                      | Sergi Juliana Gattas                       | EVLAY                  | 2:54     |  |
| 11.            | «Navidad» (con Bandalos Chinos)                      | Sergi                                      | Cachorro López         | 3:14     |  |
| 37:29          |                                                      |                                            |                        |          |  |